# Ren Harvieu

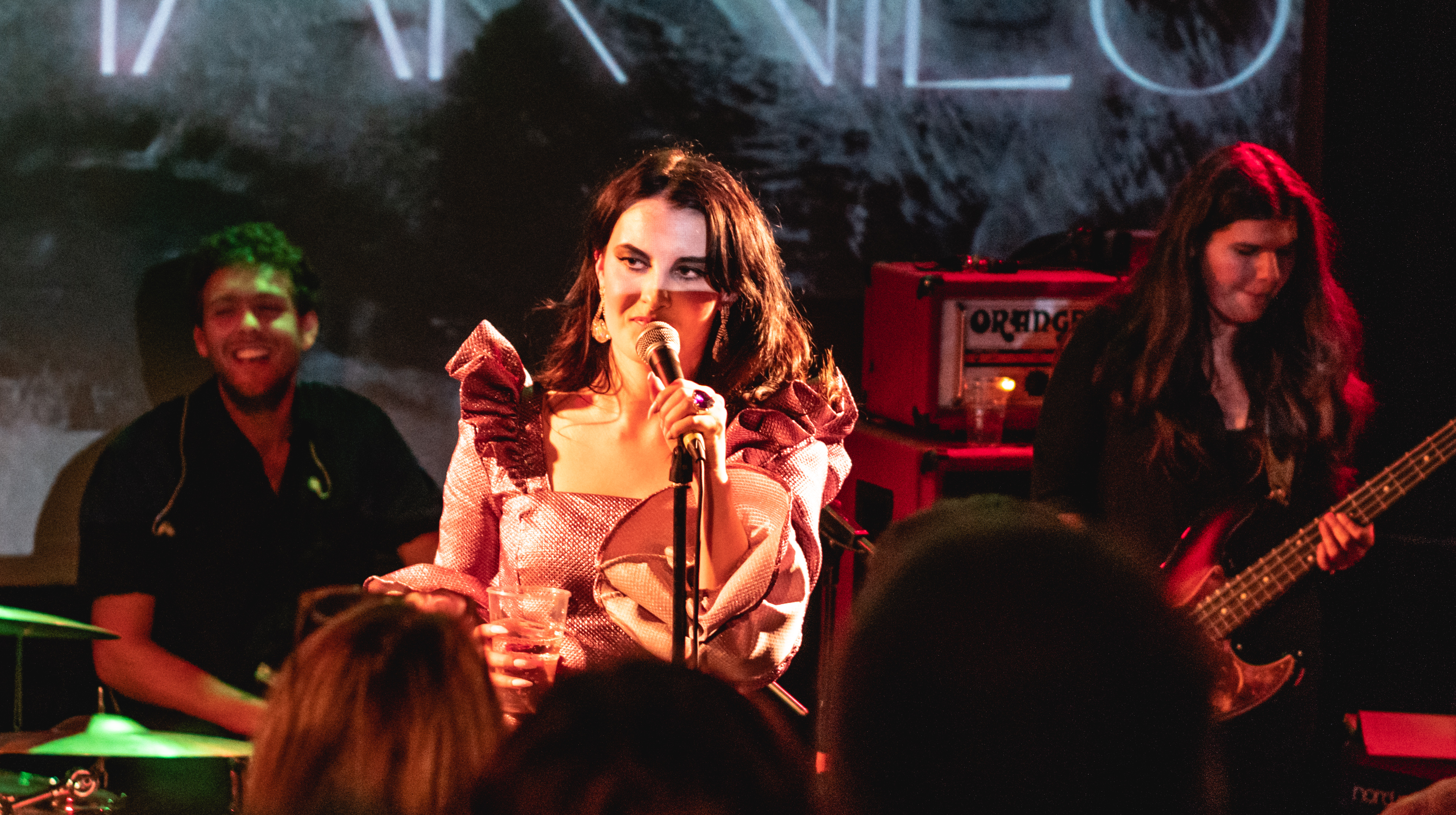
Ren Harvieu, 2019

Ren Harvieu (* 1991 in Salford, Greater Manchester; eigentlich Lauren Maria Harvieu) ist eine englische Indie-Pop-Sängerin. Bekannt ist sie vor allem für ihr Album Through the Night aus dem Jahr 2012.

## Biografie
Lauren Harvieu wuchs in Higher Broughton, einem kleinen Ort im Nordosten Englands auf. Ihr Vater war Musiker und spielte traditionelle irische und englische Musik. Zu ihren musikalischen Wurzeln zählt sie auch US-Folksängerinnen wie Joni Mitchell und Joan Baez. In ihrer Jugend spielte sie in Schulmusicals mit und nahm an Talentwettbewerben teil. Später nahm sie eigene Musik auf und stellte sie bei MySpace online. Der Manager Paul Harrison wurde auf sie aufmerksam und holte sie nach London. Sie unterschrieb bei Universal und machte erste Aufnahmen. 2011 ging sie als Support von Glasvegas auf Tour und veröffentlichte ihre Debütsingle Through the Night.
Daraufhin wurde sie für den „Sound of 2012“, die jährliche Newcomer-Liste der BBC, nominiert. Ihr nach der ersten Single benanntes Debütalbum erschien im Mai 2012 und schaffte es auf Anhieb auf Platz 5 der britischen Charts. Sie war auch am Nummer-1-Benefizsong He Ain’t Heavy, He’s My Brother des Justice Collectives beteiligt und war Gast auf dem Top-Album Swings Both Ways von Robbie Williams, das 2013 erschien.
Bereits kurz vor ihrem Durchbruch hatte sie 2011 einen unglücklichen Unfall, bei dem sie sich zwei Rückenwirbel brach. Nach einer Operation konnte sie zwar mit Einschränkungen auftreten, aber die physischen und psychischen Spätfolgen belasteten sie sehr. Dazu kam, dass sie auch noch ihr Label und ihren Manager verlor. Sie brauchte einige Jahre, bis sie sich wieder richtig erholte. Zwischenzeitlich wirkte sie auch in einer Musicalproduktion mit, aber erst Ende des Jahrzehnts unternahm sie einen neuen Anlauf als Solomusikerin. Sie unterschrieb beim Label Bella Union und nahm mit Unterstützung von Romeo Stodart von den Magic Numbers ihr zweites Album Revel in the Drama auf, das im Frühjahr des Pandemiejahrs 2020 erschien.

## Diskografie
Alben
- Through the Night (2012)
- Revel in the Drama (2020)

Lieder
- Through the Night (2011)
- Open Up Your Arms (2012)
- Tonight (2012)
- Do Right by Me (2012)
- Teenage Mascara (2019)
- Yes Please (2019)